# Alfred Grosser
Pour les articles homonymes, voir Grosser.
Alfred Grosser, né le 1er février 1925 à Francfort-sur-le-Main et mort le 7 février 2024 à Paris, est un politologue, sociologue et historien franco-allemand.

## Biographie

### Jeunesse et études
Alfred Grosser est le fils de Paul Grosser (né le 4 février 1880 à Berlin, et mort le 7 février 1934 à Saint-Germain-en-Laye). Social-démocrate et franc-maçon d'origine juive, il est médecin et a fondé un centre hospitalier pour enfants à Francfort. Sa mère, Lily Rosenthal, est issue d'une famille aisée. Les Grosser se réfugient en France en 1933, après que Paul est interdit d'exercer à l'université du fait des lois raciales. Il meurt l'année suivante. 
La famille Grosser obtient la nationalité française en 1937. Installée à Saint-Germain-en-Laye, elle s'enfuit à Saint-Raphaël dans le Var, avant l'arrivée des troupes allemandes. La sœur d'Alfred meurt en 1941 des suites de l'exode. Non scolarisé du fait d'une absence de lycée dans la ville, Grosser passe le baccalauréat en candidat libre à Nice en 1942, où il est reçu.
Il s'inscrit au Centre d’études littéraires de Nice, dépendant de la faculté de lettres de l'université d'Aix-Marseille. Il soutient son mémoire de diplôme d'études supérieures de langue et littérature allemande en 1945. Il souhaite se présenter à l'agrégation en 1946, mais ne dispose de la nationalité française que depuis neuf ans, et ne peut s'y présenter. Il prépare le concours de l'École normale supérieure au lycée Condorcet mais échoue.
Il est reçu à l'agrégation d'allemand en 1947. Il commence une thèse sous la direction d’Edmond Vermeil, mais rompt avec la germanistique pour se tourner vers la science politique à partir de 1955. 
Marié le 9 juillet 1959 avec Anne-Marie Jourcin, il a quatre enfants : Jean, Pierre (également historien), Marc et Paul.

### Parcours professoral
Alfred Grosser est recruté comme enseignant à l'Institut d'études politiques de Paris par Jacques Chapsal, initialement pour y enseigner trois ans, en 1956. Il y reste finalement jusqu'à son départ à la retraite, en 1992, où il a été professeur, puis professeur émérite. 
Il est directeur de recherches à la Fondation nationale des sciences politiques, de 1956 à 1992, et fait ainsi partie des « quatre mousquetaires », à savoir les quatre premiers directeurs de recherche de la FNSP, aux côtés de René Rémond, Jean-Baptiste Duroselle et Jean Touchard.
En 1966, il prend la direction du Cycle supérieur d'études politiques, ancêtre de l'école de la recherche. Il conserve ce poste jusqu'en 1986. Il joue un rôle important pendant Mai 68, où il est chargé par la direction de discuter avec les étudiants et les chercheurs acquis au mouvement ; il est élu représentant des professeurs et maîtres de conférence pour négocier avec les élèves, aux côtés d'Hélène Carrère d'Encausse, Jacques Fournier, Georges Lavau et Pierre Viot.
Le 9 novembre 1989, alors qu'il donne une conférence à Sciences Po dans l'amphithéâtre Leroy Beaulieu, le directeur de l'établissement Alain Lancelot arrive en courant dans la salle de cours et annonce que le mur de Berlin est tombé, provoquant l'émotion d'Alfred Grosser devant ses élèves,. 
Il enseigne également à l'université Johns-Hopkins (1955-1969), à l'HEC Paris (1961-1966 puis 1986-1988), à l'université Stanford (1964-1965), à l'École polytechnique (1965-1995), à l'université Keiō de Tokyo (1992), ainsi qu'à Singapour (1994).
Ses travaux et son enseignement ont contribué à la réconciliation et la coopération franco-allemande.

### Autres activités
Alfred Grosser a eu des activités journalistiques variées : chroniqueur politique au Monde de 1965 à 1994, il occupe la même fonction très régulièrement à La Croix et à Ouest-France'.
Il est membre du Conseil du développement culturel de 1971 à 1973.
Il a soutenu Pierre Mendès France en 1954-1955. Il n'a par la suite pas d'engagement partisan mais se considère comme un intellectuel de gauche.
En novembre 2009, questionné sur le débat sur l'identité nationale lancé par le ministre Éric Besson, il le juge « parfaitement démagogique ».
Le 25 avril 2017, il fait partie des signataires d'une tribune de chercheurs et d'universitaires annonçant avoir voté Emmanuel Macron au premier tour de l'élection présidentielle française de 2017 et appelant à voter pour lui au second, en raison notamment de son projet pour l'enseignement supérieur et la recherche.
Il est athée convaincu et « en dialogue » ; dans son livre de 2011, La joie et la mort. Bilan d'une vie, il dit prendre pour modèle Albert-Élie Luce dans ses derniers moments, Albert-Élie Luce étant un des personnages centraux de Jean Barois, roman de Roger Martin du Gard publié en 1913.

### Mort
Alfred Grosser décède à Paris à l’âge de 99 ans, 90 ans jour pour jour après son père,.

## Publications

### Travaux scientifiques
- L'Allemagne de l'Occident, éd. Gallimard, 1953.
- La situation de l'Allemagne en 1955, Presses universitaires de France, 1955.
- La démocratie de Bonn (1949-1957), éd. Armand Colin, 1958.
- Hitler : la presse et la naissance d'une dictature, éd. Armand Colin, 1959.
- La IVe République et sa politique extérieure, Paris, Armand Colin, coll. « Sciences politiques », 1972, 3e éd. (1re éd. 1961), 439 p. (présentation en ligne), [présentation en ligne].
- La politique en France, éd. Armand Colin, 1964 (avec François Goguel).
- L'Allemagne de notre temps, éd. Fayard, 1970.
- Dix leçons sur le nazisme, éd. Fayard, 1976 (direction).
- La vie politique en Allemagne fédérale, éd. Armand Colin, 1978 (avec Henri Ménudier).
- Les Occidentaux : les pays d'Europe et les États-Unis depuis la guerre, éd. Fayard, 1978, rééd. Le Seuil, « Points »-histoire, 1982 et 1991.
- Affaires extérieures : la politique de la France depuis 1944, éd. Flammarion, 1984, rééd., coll. « Champs », 1989.
- L'Allemagne en Occident, éd. Fayard, 1985, rééd. Hachette, coll. « Pluriel », 1987.
- Le crime et la mémoire, éd. Flammarion, 1989, rééd., coll. « Champs », 1991.
- Allemagne, éd. Flammarion, coll. « Dominos », 1994 (avec Héĺène Miard-Delacroix).
- Les identités difficiles, Presses de Sciences Po, 1996.
- L'explication politique, Editions Complexe, 1999.
- L'Allemagne de Berlin ; différente et semblable, éd. Alvik, 2002.
- La France, semblable et différente, éd. Alvik, 2005.

### Essais
- Au nom de quoi ? Fondements d'une morale politique, Le Seuil, 1969.
- La passion de comprendre, (Noël Copin interroge Alfred Grosser), Le Centurion, 1977.
- Le sel de la terre : pour l'engagement moral, Le Seuil, 1981.
- Une vie de Français : mémoires, Flammarion, 1997.
- Les fruits de leur arbre : regard athée sur les chrétiens, Presses de la Renaissance, 2002.
- La joie et la mort. Bilan d'une vie, Presses de la Renaissance, Paris, 2011.

## Distinctions

### Décorations
- Grand-croix de la Légion d'honneur le 31 décembre 2018[10]
- Grand-croix de l'ordre national du Mérite le 14 novembre 2012[11]
- Croix de grand commandeur de l'ordre du Mérite de la République fédérale d'Allemagne en 2003
- Commandeur de l'ordre des Arts et des Lettres le 11 décembre 1997[12]

### Prix
- 1965 : prix Broquette-Gonin en littérature pour le livre La Politique en France[13].
- 1975 : prix de la paix des libraires allemands décerné par l'Union des éditeurs et libraires allemands comme « médiateur entre Français et Allemands, incroyants et croyants, Européens et hommes d'autres continents »
- 1978 : médaille Theodor Heuss[14]
- 1986 : Schärfste Klinge (de)
- 1995 : prix de l'orateur Cicéron (de)
- 1996 : prix Schiller de la ville de Mannheim (de)
- 1998 : grand prix de l'Académie des sciences morales et politiques
- 1996 : prix humaniste (de)
- 2004 : Médaille Wilhelm-Leuschner
- 2004 : prix Abraham-Geiger (es)
- 2012 : grand prix franco-allemand des Médias (PFAJ)[15]
- 2013 : prix Theodor Wolff[16]
- 2014 : prix Nannen

### Honneurs
- 1986 : Plaque Goethe d'honneur de la ville de Francfort-sur-le-Main (de)
- 2001 : Doctorat honoris causa de l'Université européenne des humanités (15 décembre 2001,  Lituanie)[17]